# Makak tonkeánský
Makak tonkeánský (Macaca tonkeana) je druh opice z čeledi kočkodanovití (Cercopithecidae) a rodu makak (Macaca). Druh, který je dle Mezinárodního svazu ochrany přírody zranitelný, popsal Friedrich Albrecht Anton Meyer v roce 1899. Makak tonkeánský se vyskytuje především v centrální části ostrova Sulawesi (Celebes). Nejsou známy žádné poddruhy.

## Výskyt
Makak tonkeánský je asijský druh. Vyskytuje se v Indonésii, hlavní oblast výskytu je v centrálním Sulawesi, lze ho také najít na Togianských ostrovech. K životu dává přednost tropickým deštným lesům až do výšky 2000 m n. m. Jeho populace se mohou krýt s druhy Macaca maura či Macaca hecki, s nimiž může hybridizovat.

## Popis a chování
Makak tonkeánský měří 42–68 cm, samec váží kolem 14,9 kg, samice jsou lehčí, jejich hmotnost se odhaduje na 9 kg; u těchto makaků je tedy vyvinut pohlavní dimorfismus. Ocas bývá krátký, měří 3–6 cm. Srst je černá, světlejší na tvářích a zadku. Na rozdíl od příbuzného makaka tmavého (Macaca maura) se liší menší chocholkou na hlavě a méně vyvinutými lícními kostmi. Potrava je převážně rostlinná (listy, ovoce, květy), makakové tonkeánští však pojídají i bezobratlé, především hmyz. Tlupa se skládá z 10 až 30 jedinců, den tráví především na stromech, ale pohybují se i po zemi. Rozmnožování může probíhat celoročně, po 6 měsících březosti se samici narodí jedno mládě. Pohlavní dospělosti je u samců dosaženo zhruba v 5 letech, u samic kolem 3 let.

## Ohrožení
Makak tonkeánský je dle Mezinárodního svazu ochrany přírody zranitelný druh a jeho populace klesá. Ztrátu populace způsobuje převážně rozsáhlá přeměna lesů na kakaovníkové a palmové plantáže, společně s lovem pro maso a odchytem volně žijících opic pro chov v zajetí. Opice jsou také zabíjeny zemědělci, protože představují škůdce na polích.
Makak tonkeánský se vyskytuje v několika chráněných oblastech a je zapsán na seznam CITES II.